# Mirovo, Stara Zagora
Mirovo (în bulgară Мирово) este un sat în comuna Bratea Daskalovi, regiunea Stara Zagora,  Bulgaria. 

## Demografie
Componența etnică a satului Mirovo
     Bulgari (91,78%)
     Turci (6,09%)
     Nicio identificare (2,11%)
     Altele (0%)
La recensământul din 2011, populația satului Mirovo era de 755 locuitori. Din punct de vedere etnic, majoritatea locuitorilor (91,78%) erau bulgari, cu o minoritate de turci (6,09%). Pentru 2,11% din locuitori nu este cunoscută apartenența etnică.